# Podział administracyjny Surinamu

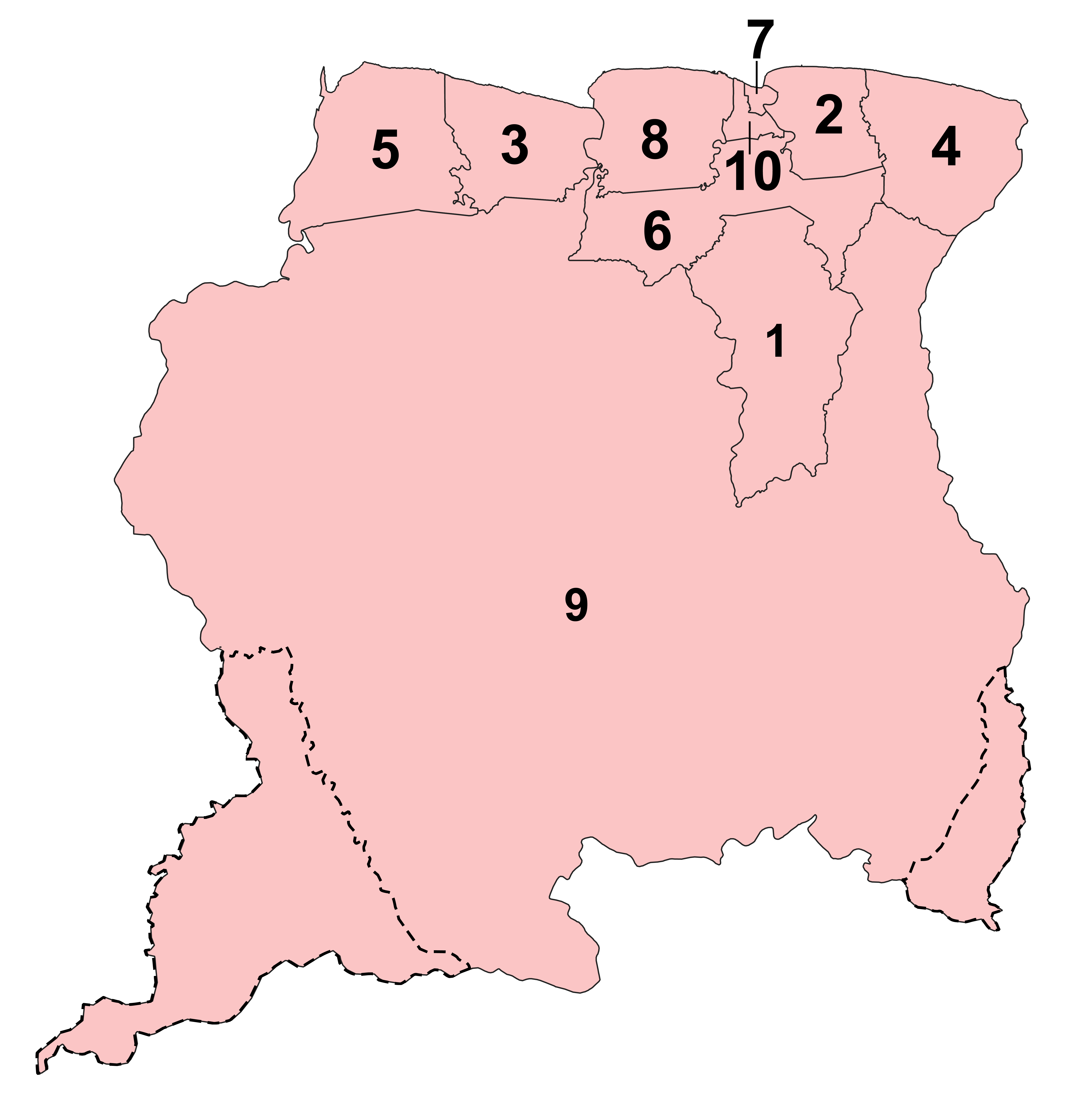
Dystrykty Surinamu, numeracja odpowiada poniższemu zestawieniu

Podział administracyjny Surinamu – podział Surinamu na jednostki administracyjne; współcześnie Surinam jest podzielony na 10 dystryktów (niderl. distrikt).

## Historia
Pierwszy podział administracyjny Surinamu nastąpił w 1834 roku na mocy holenderskiego dekretu królewskiego. Kolonia zajmowała wówczas pas nadmorski oraz ziemie wzdłuż rzek, gdzie znajdowały się plantacje. Ustalono wówczas 2 pełne dystrykty: Nickerie i Coronie oraz 8 jednostek administracyjnych w pobliżu Paramaribo: Górny Surinam i Torarica, Dolna Commewijne, Górna Commewijne, Matapica, Dolna Cottica, Górna Cottica oraz Parica, Saramacca i Para .
W 1927 roku dokonano nowego podziału na 7 dystryktów: Paramaribo, Commewijne, Coronie, Marowijne, Nickerie, Saramacca i Suriname. W 1958 roku z Suriname wydzielono Brokopondo, a w 1966 roku dystrykt Para. W 1985 roku z połączenia południowych ziem dystryktów Marowijne, Nickerie, Saramacca i Suriname utworzono nową jednostkę – Sipaliwini.
Współcześnie Surinam jest podzielony na 10 dystryktów, które podzielone są na 62 mniejsze jednostki, pod-dystrykty tzw. ressorten:
| Lp. | Nazwa      | Stolica dystryktu | Powierzchnia (km²) | Liczba ressorten | Liczba ludności w 2012 roku | Gęstość zaludnienia (liczba osób na km²) w 2012 roku |
| --- | ---------- | ----------------- | ------------------ | ---------------- | --------------------------- | ---------------------------------------------------- |
| 1.  | Brokopondo | Brokopondo        | 7364               | 6                | 15909                       | 2,2                                                  |
| 2.  | Commewijne | Nieuw Amsterdam   | 2353               | 6                | 31420                       | 13,4                                                 |
| 3.  | Coronie    | Totness           | 3902               | 3                | 3391                        | 0,9                                                  |
| 4.  | Marowijne  | Albina            | 4627               | 6                | 18294                       | 4,0                                                  |
| 5.  | Nickerie   | Nieuw Nickerie    | 5353               | 5                | 34233                       | 6,4                                                  |
| 6.  | Para       | Onverwacht        | 5393               | 5                | 24700                       | 4,6                                                  |
| 7.  | Paramaribo | Paramaribo        | 182                | 12               | 240924                      | 1323,8                                               |
| 8.  | Saramacca  | Groningen         | 3636               | 6                | 17480                       | 4,8                                                  |
| 9.  | Sipaliwini | nie ma stolicy    | 130567             | 6                | 37065                       | 0,3                                                  |
| 10. | Wanica     | Lelydorp          | 443                | 7                | 118222                      | 266,9                                                |

## Władze lokalne
W 1987 roku ustanowiono w Surinamie władze lokalne – każdy dystrykt ma radę (niderl. district raden) i administrację dystryktu (niderl. districtsbestuur), a każdy ressort radę (niderl. ressort raad) . Rady dystryktów i pod-dystryktów wybierane są co 5 lat .